# Liste des monuments historiques de Wuustwezel
Cette page regroupe l'ensemble des monuments classés de la ville belge de Wuustwezel.
| Objet                                                      | Statut du classement? | Année de construction/architecte | Section communale | Adresse                  | Coordonnées                      | Numéro d'inventaire | Illustration                                 |
| ---------------------------------------------------------- | --------------------- | -------------------------------- | ----------------- | ------------------------ | -------------------------------- | ------------------- | -------------------------------------------- |
| (nl) "Nuytemanshoeve"                                      | Oui                   |                                  | Wuustwezel        | Achterstraatje 5         | 51° 24′ 11″ nord, 4° 36′ 11″ est | 14455               | Téléverser                                   |
| (nl) "Hoeve De Ruysscher", woonstalhuis                    | Oui                   |                                  | Wuustwezel        | Achterstraatje 10        | 51° 24′ 17″ nord, 4° 36′ 13″ est | 14456               | Téléverser                                   |
| (nl) Molenromp 1901                                        |                       |                                  | Wuustwezel        | Baan 2                   | 51° 23′ 28″ nord, 4° 34′ 48″ est | 14457               | Téléverser                                   |
| (nl) Conciërgewoningen en stallingen, bij kasteel Verellen |                       |                                  | Wuustwezel        | Bredabaan 875            | 51° 21′ 15″ nord, 4° 32′ 54″ est | 14461               | Téléverser                                   |
| (nl) Parochiekerk Onze-Lieve-Vrouw-Hemelvaart              | Oui                   |                                  | Wuustwezel        | Dorpsstraat              | 51° 23′ 19″ nord, 4° 35′ 56″ est | 14463               | Téléverser                                   |
| (nl) Gemeenteschool                                        |                       |                                  | Wuustwezel        | Dorpsstraat 5            | 51° 23′ 22″ nord, 4° 35′ 32″ est | 14464               | Téléverser                                   |
| (nl) Hoeve                                                 |                       |                                  | Wuustwezel        | Dorpsstraat 36           | 51° 23′ 17″ nord, 4° 35′ 43″ est | 14465               | Téléverser                                   |
| (nl) Pastorie                                              | Oui                   |                                  | Wuustwezel        | Dorpsstraat 87           | 51° 23′ 19″ nord, 4° 35′ 50″ est | 14466               | Téléverser                                   |
| (nl) Dorpswoningen                                         | Oui                   |                                  | Wuustwezel        | Dorpsstraat 99           | 51° 23′ 21″ nord, 4° 35′ 55″ est | 14467               | Téléverser                                   |
| (nl) "De Bijl", dorpsherberg (voormalig)                   | Oui                   |                                  | Wuustwezel        | Dorpsstraat 103          | 51° 23′ 22″ nord, 4° 35′ 55″ est | 14468               | Téléverser                                   |
| (nl) Gemeentehuis                                          | Oui                   |                                  | Wuustwezel        | Dorpsstraat 105          | 51° 23′ 22″ nord, 4° 35′ 56″ est | 14469               | Téléverser                                   |
| (nl) Hoeves "Lilly" en "Annie"                             |                       |                                  | Wuustwezel        | Gasthuisdreef 5          | 51° 23′ 14″ nord, 4° 35′ 43″ est | 14470               | Téléverser                                   |
| (nl) Hoeves "Lilly" en "Annie"                             |                       |                                  | Wuustwezel        | Gasthuisdreef 6          | 51° 23′ 14″ nord, 4° 35′ 43″ est | 14470               | Téléverser                                   |
| (nl) Gasthuis en bejaardentehuis                           | Oui                   |                                  | Wuustwezel        | Gasthuisstraat 9         | 51° 21′ 33″ nord, 4° 32′ 33″ est | 14471               | Téléverser                                   |
| (nl) Kasteel Hens, thans gemeentehuis                      |                       |                                  | Wuustwezel        | Gemeentepark 1           | 51° 23′ 31″ nord, 4° 35′ 57″ est | 14472               | Téléverser                                   |
| (nl) Boeren- en boerenarbeidershuizen                      |                       |                                  | Wuustwezel        | Kalmthoutse Steenweg 127 |                                  | 14473               | Téléverser                                   |
| (nl) Boeren- en boerenarbeidershuizen                      |                       |                                  | Wuustwezel        | Kalmthoutse Steenweg 151 | 51° 23′ 26″ nord, 4° 34′ 29″ est | 14473               | Téléverser                                   |
| (nl) Boeren- en boerenarbeidershuizen                      |                       |                                  | Wuustwezel        | Kalmthoutse Steenweg 154 | 51° 23′ 26″ nord, 4° 34′ 29″ est | 14473               | Téléverser                                   |
| (nl) Boeren- en boerenarbeidershuizen                      |                       |                                  | Wuustwezel        | Kalmthoutse Steenweg 156 | 51° 23′ 26″ nord, 4° 34′ 29″ est | 14473               | Téléverser                                   |
| (nl) Boeren- en boerenarbeidershuizen                      |                       |                                  | Wuustwezel        | Kalmthoutse Steenweg 158 | 51° 23′ 26″ nord, 4° 34′ 29″ est | 14473               | Téléverser                                   |
| (nl) Boeren- en boerenarbeidershuizen                      |                       |                                  | Wuustwezel        | Kalmthoutse Steenweg 160 | 51° 23′ 26″ nord, 4° 34′ 29″ est | 14473               | Téléverser                                   |
| (nl) Hoeve met woonstalhuis en langsschuur                 |                       |                                  | Wuustwezel        | Kalmthoutse Steenweg 181 | 51° 23′ 28″ nord, 4° 34′ 07″ est | 14474               | Téléverser                                   |
| (nl) Parochiekerk Sint-Jozef-Gooreind 1936-39              |                       |                                  | Wuustwezel        | Kerkplaats               | 51° 21′ 30″ nord, 4° 32′ 28″ est | 14475               | Téléverser                                   |
| (nl) Devotiekapelletje "Ave Maria"                         |                       |                                  | Wuustwezel        | Kleinenberg              | 51° 23′ 05″ nord, 4° 34′ 18″ est | 14476               | Téléverser                                   |
| (nl) Dorpswoning, zgn. "Kloosterwoning"                    | Oui                   |                                  | Wuustwezel        | Kloosterstraat 96        | 51° 23′ 22″ nord, 4° 35′ 55″ est | 14477               | Téléverser                                   |
| (nl) Poortomlijstingen, overblijfsel van "Goed van Koch"   |                       |                                  | Wuustwezel        | Kochdreef                | 51° 21′ 09″ nord, 4° 31′ 44″ est | 14478               | Téléverser                                   |
| (nl) "Den Dobbelen Arendt" of "Napoleonhoeve"              | Oui                   |                                  | Wuustwezel        | Kruisweg 12              | 51° 24′ 04″ nord, 4° 35′ 36″ est | 14479               | Téléverser                                   |
| (nl) Boswachtershuisjes bij domein Dhanis                  |                       |                                  | Wuustwezel        | Noordheuvel 43           | 51° 22′ 09″ nord, 4° 31′ 44″ est | 14481               | Téléverser                                   |
| (nl) Boswachtershuisjes bij domein Dhanis                  |                       |                                  | Wuustwezel        | Noordheuvel 47           | 51° 22′ 09″ nord, 4° 31′ 44″ est | 14481               | Téléverser                                   |
| (nl) Hoeve                                                 |                       |                                  | Wuustwezel        | Noordheuvel 52           | 51° 22′ 14″ nord, 4° 31′ 36″ est | 14482               | Téléverser                                   |
| (nl) Hoeve met woonstalhuis en langsschuur                 |                       |                                  | Wuustwezel        | Oud Gooreind 31          | 51° 21′ 56″ nord, 4° 32′ 42″ est | 14485               | Téléverser                                   |
| (nl) Kasteel "Sterbos"                                     |                       |                                  | Wuustwezel        | Sterbos 1                | 51° 24′ 08″ nord, 4° 33′ 44″ est | 14486               | Téléverser                                   |
| (nl) Boswachtershuisje                                     |                       |                                  | Wuustwezel        | Sterbos 2                | 51° 24′ 05″ nord, 4° 33′ 54″ est | 14487               | Téléverser                                   |
| (nl) Pastorie Sint-Jozef-Gooreind                          |                       |                                  | Wuustwezel        | Theo Verellenlaan 87     | 51° 21′ 27″ nord, 4° 32′ 32″ est | 14488               | Téléverser                                   |
| (nl) Dorpsschooltje ca. 1866                               |                       |                                  | Wuustwezel        | Theo Verellenlaan 88     | 51° 21′ 28″ nord, 4° 32′ 33″ est | 14489               | Téléverser                                   |
| (nl) "Vloeikenshoeve" en "'t Bouwke" bij kasteel Wezelhof  | Oui                   |                                  | Wuustwezel        | Vloeikensstraat 27       | 51° 23′ 13″ nord, 4° 36′ 48″ est | 14490               | Téléverser                                   |
| (nl) "Vloeikenshoeve" en "'t Bouwke" bij kasteel Wezelhof  | Oui                   |                                  | Wuustwezel        | Vloeikensstraat 28       | 51° 23′ 13″ nord, 4° 36′ 48″ est | 14490               | Téléverser                                   |
| (nl) Sint-Willibrordus                                     | Oui                   |                                  | Wuustwezel        | Westdoorn                | 51° 22′ 46″ nord, 4° 33′ 39″ est | 14491               | Téléverser                                   |
| (nl) Gemeentehuis, nu bibliotheek                          |                       |                                  | Loenhout          | Huffelplein 1            | 51° 23′ 55″ nord, 4° 38′ 36″ est | 14492               | (nl) Gemeentehuis, nu bibliotheek            |
| (nl) Kasteel                                               |                       |                                  | Loenhout          | Kasteelweg 1             | 51° 24′ 15″ nord, 4° 37′ 44″ est | 14493               | Téléverser                                   |
| (nl) Kasteel                                               |                       |                                  | Loenhout          | Kasteelweg 2             | 51° 24′ 15″ nord, 4° 37′ 44″ est | 14493               | Téléverser                                   |
| (nl) Kasteel                                               |                       |                                  | Loenhout          | Kasteelweg 3             | 51° 24′ 15″ nord, 4° 37′ 44″ est | 14493               | Téléverser                                   |
| (nl) Parochiekerk Sint-Petrus en Sint-Paulus               | Oui                   |                                  | Loenhout          | Huffelplein              | 51° 23′ 55″ nord, 4° 38′ 37″ est | 14494               | (nl) Parochiekerk Sint-Petrus en Sint-Paulus |
| (nl) School                                                |                       |                                  | Loenhout          | Huffelplein 14           | 51° 23′ 57″ nord, 4° 38′ 38″ est | 14495               | (nl) School                                  |
| (nl) Gemeenschapshuis voor gepensioneerden                 |                       |                                  | Loenhout          | Kerkblokstraat 4         | 51° 23′ 58″ nord, 4° 38′ 34″ est | 14496               | Téléverser                                   |
| (nl) Gemeenteschool                                        |                       |                                  | Loenhout          | Kerkblokstraat 18        | 51° 24′ 01″ nord, 4° 38′ 33″ est | 14497               | Téléverser                                   |
| (nl) Dorpswoning                                           | Oui                   |                                  | Loenhout          | Oud-Dorpsstraat 32       | 51° 24′ 04″ nord, 4° 38′ 30″ est | 14499               | Téléverser                                   |
| (nl) Brouwershuis, dorpswoning                             | Oui                   |                                  | Loenhout          | Oud-Dorpsstraat 38       | 51° 24′ 07″ nord, 4° 38′ 30″ est | 14500               | Téléverser                                   |
| (nl) "Secretarishoeve", dorpswoning                        | Oui                   |                                  | Loenhout          | Oud-Dorpsstraat 39       | 51° 24′ 07″ nord, 4° 38′ 27″ est | 14501               | Téléverser                                   |
| (nl) Woonhuisje                                            | Oui                   |                                  | Loenhout          | Oud-Dorpsstraat 40       | 51° 24′ 07″ nord, 4° 38′ 30″ est | 14502               | Téléverser                                   |
| (nl) Rentmeestershuis                                      | Oui                   |                                  | Loenhout          | Oud-Dorpsstraat 41       | 51° 24′ 09″ nord, 4° 38′ 27″ est | 14503               | Téléverser                                   |
| (nl) Dubbelhuis                                            |                       |                                  | Loenhout          | Oud-Dorpsstraat 81       | 51° 24′ 13″ nord, 4° 38′ 36″ est | 14507               | Téléverser                                   |
| (nl) "Sint-Quirinuskapel"                                  | Oui                   |                                  | Loenhout          | Sint Lenaartseweg        | 51° 23′ 59″ nord, 4° 38′ 51″ est | 14509               | Téléverser                                   |
| (nl) Pastorie                                              |                       |                                  | Loenhout          | Pastoriestraat 11        | 51° 23′ 58″ nord, 4° 38′ 34″ est | 84254               | Téléverser                                   |